# Barmston (Tyne and Wear)
Barmston är en stadsdel i Washington, i distriktet Sunderland, i grevskapet Tyne and Wear, i England. Barmston var en civil parish från 1866 till 1937 då den blev en del av Washington. Civil parish hade 497 invånare år 1931.